# دوك نوكيم: تايم تو كيل
دوك نوكيم: تايم تو كيل (بالإنجليزية: Duke Nukem: Time to Kill)‏، هي لعبة فيديو من نشر جي تي إنتراكتيف سوفتوير وتيك-تو إنترأكتيف الأمريكيتين، صدرت اللعبة سنة 1998 بالولايات المتحدة، وسنة 1999 بالقارة الأوروبية، حيث تعمل لمنصة بلاي ستيشن الحصرية، وميزة اللعبة أنها تعتمد على تصويب منظور الشخص الثالث وإمكانه السفر عبر الزمن، وهي نفس طريقة التحكم وتصميم لعبة تومب رايدر.

## المواقع الخارجية
- 3DRealms Duke Nukem: Time To Kill website
- IGN: Duke Nukem's Family Tree
- دوك نوكيم: تايم تو كيل على موبي غيمز